# 2015 TB145
2015 TB145 — околоземный астероид диаметром примерно 600 метров, который 31 октября 2015 года прошёл на расстоянии в 480 тыс. км от Земли. В наиболее благоприятный период наблюдений в Северном полушарии астероид был доступен наблюдению в любительские телескопы среднего уровня и выше.

## Обнаружение

Съёмки 30 октября с помощью радара

Астероид был впервые обнаружен 10 октября 2015 года обсерваторией Pan-STARRS с помощью 1,8-метрового телескопа системы Ричи — Кретьена. 31 октября 2015 года астероид прошёл на расстоянии 0,0019 а. е. (280 000 км) от Луны и 0,0032 а. е. (480 000 км) от Земли. Астероид 2015 TB145 получил неофициальное название Halloween в честь одноимённого праздника. Первые радарные снимки показали, что он похож на череп человека. Астероид отражает около 6 % света и может оказаться выродившейся кометой.
В следующий раз астероид сблизится с Землёй 11 ноября 2018 года до 38 млн км (приблизительно четверть расстояния между Землёй и Солнцем).
Последним объектом размером не менее 400 метров, приближавшимся на столь близкое расстояние, был астероид (308635) 2005 YU55, который 8 ноября 2011 года приблизился к Земле на расстояние 0,00217 а.е. (325 тыс. км).